# Autokomanda (prometna petlja)
Autokomanda je prometna petlja, ali ujedno i naziv za jedno od gradskih naselja u glavnom gradu Republike Srbije Beogradu. Nalazi se na dodiru gradskih općina Voždovac, Savski Venac i Vračar. 

## Petlja
Petlja predstavlja dio autoceste E75 te ima veliku prometnu važnost, kako za gradski, tako i za tranzitni promet. Izgradnja je započela 1967., a dovršena je 1974. godine. Narednih godina gradske vlasti i struka više su se puta izjasnile kako objekt tehnički nije dobro izveden jer ima semafore. U razdoblju od 2006. do 2007. godine izvršena je rekonstrukcija, ali semafori su i dalje postavljeni.

## Naselje
Ime Autokomanda potječe od toga što su se u gradskoj općini Vožodvac nalazile velike garaže. Tijekom duljeg vremena objekti nisu bili korišteni, ali su kasnije obnovljeni i naselje je postalo uglavno komercijalnog značaja. Danas ima oko 12.000 stanovnika.